# Francesc Baldomar

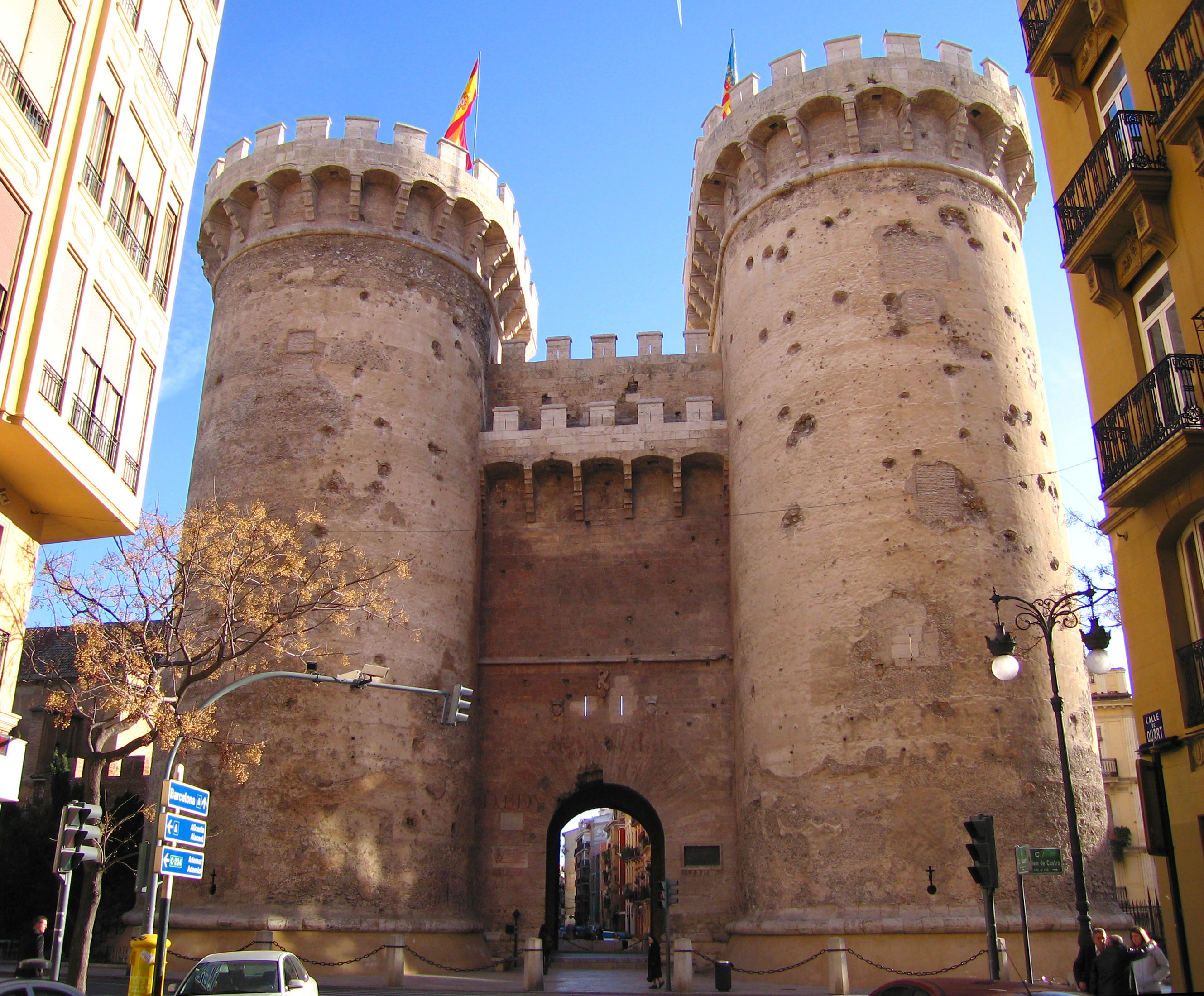
Torres de Quart

Francesc Baldomar (actiu a la ciutat de València de 1425 a 1476) és un arquitecte valencià autor de diversos monuments gòtics al cap i casal.
Se sap d'aquest arquitecte valencià que el 1425 estava treballant com a pedrapiquer al pont de la mar de la ciutat de València. En 1440 treballava en la desapareguda capella de Santa Maria dels Ignocents, que formava part del conjunt de l'Hospital General de València. Degué treballar també en el desaparegut Palau del Real entre 1442 i 1451. La seua obra més emblemàtica és la Capella dels Reis del Convent de Sant Doménec (1439-1463). El seu treball en aquesta capella fou fonamental per al posterior desenvolupament de l'art del tall de la pedra. Hi va alçar la volta, sense nervadures, i la sagristia, amb portes en biaix i una esvelta escala de caragol. Una de les seues obres més importants és la Porta de Quart (1441-1460). El 1458 començà les obres de l'ampliació de la Seu de València pels seus peus amb l'afegiment de l'Arcada Nova, que unia la Seu amb l'Aula Capitular i amb el Micalet. Hi va fer nombroses finestres i portes en biaix i una complexa volta en el passadís d'unió entre la Seu i el Micalet.
Es creu que també participà en la construcció del Palau de Mossén Sorell de València.

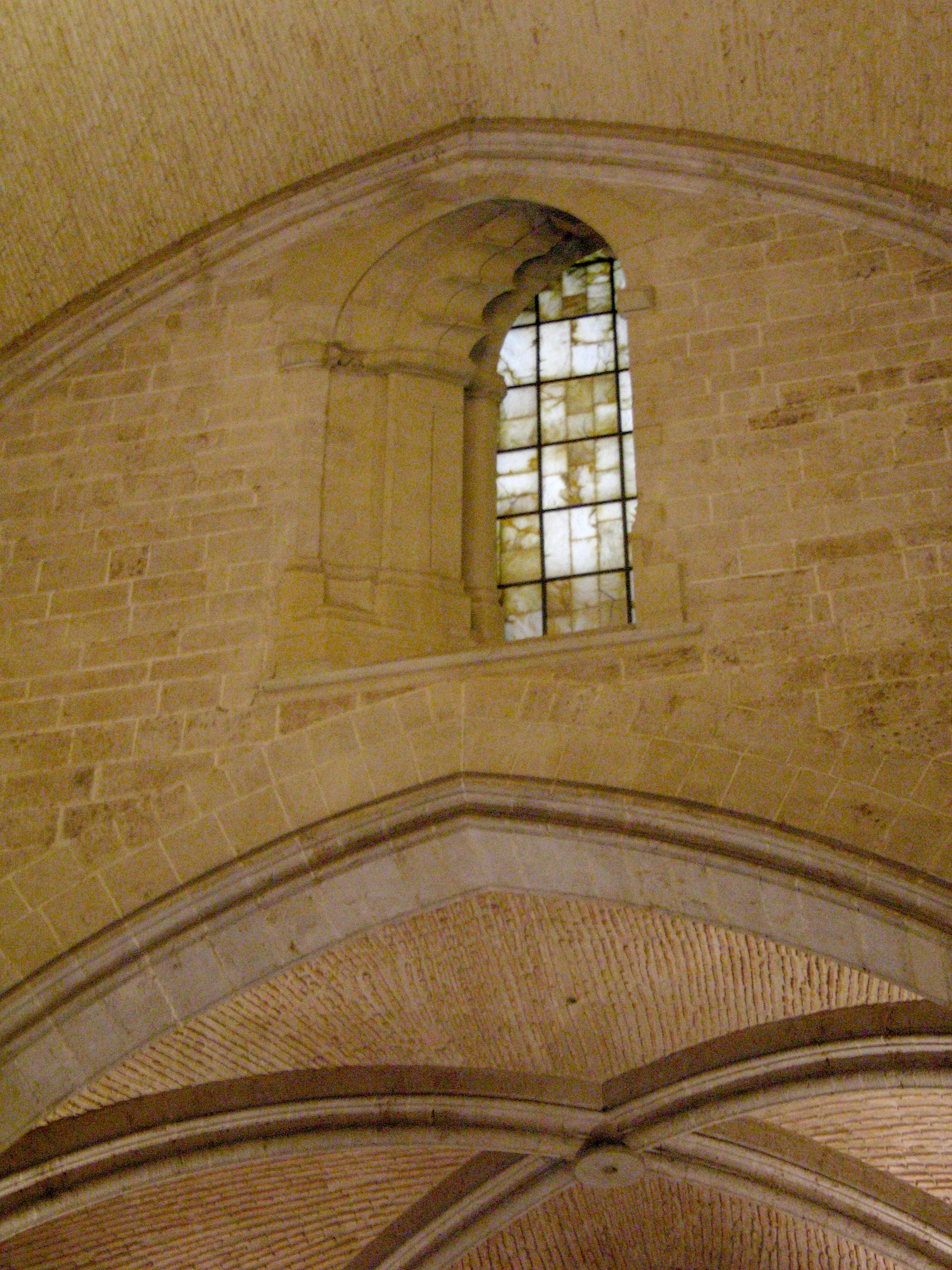
Finestra en biaix de l'Arcada Nova de la Seu de València
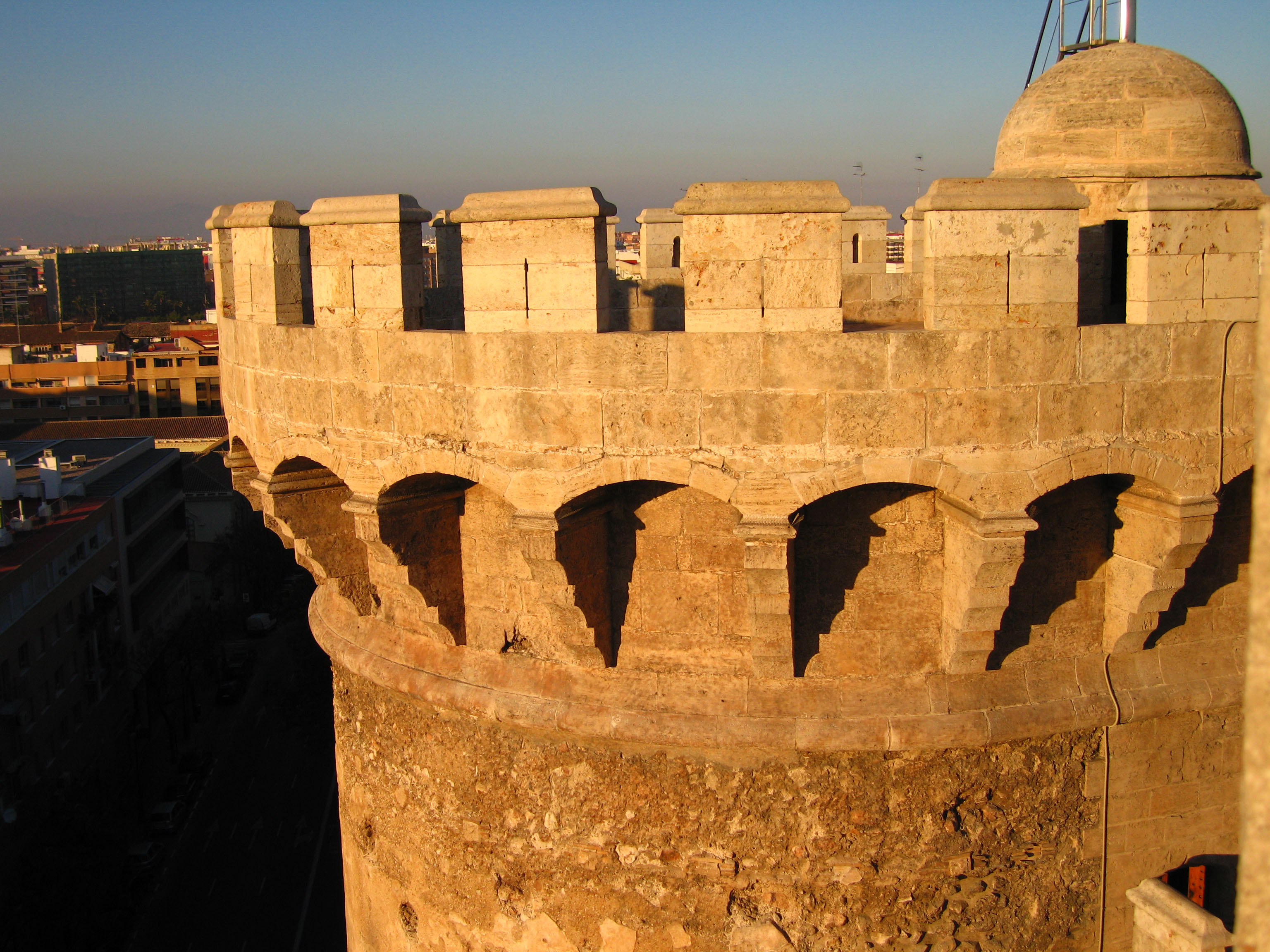
Torrassa emmerletada amb carreus de la Porta de Quart
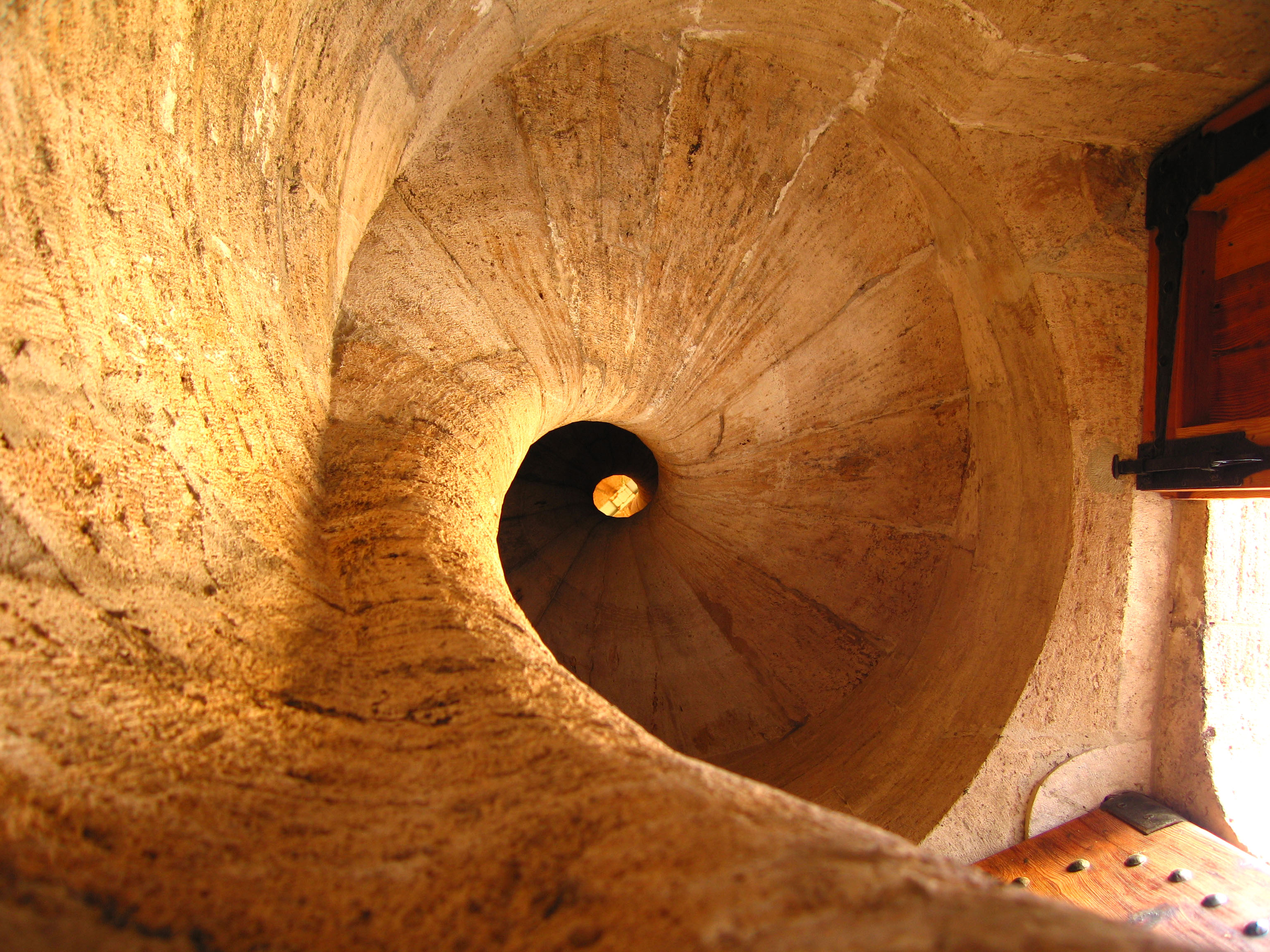
Escala de caragol d'accés a la part superior de la Porta de Quart
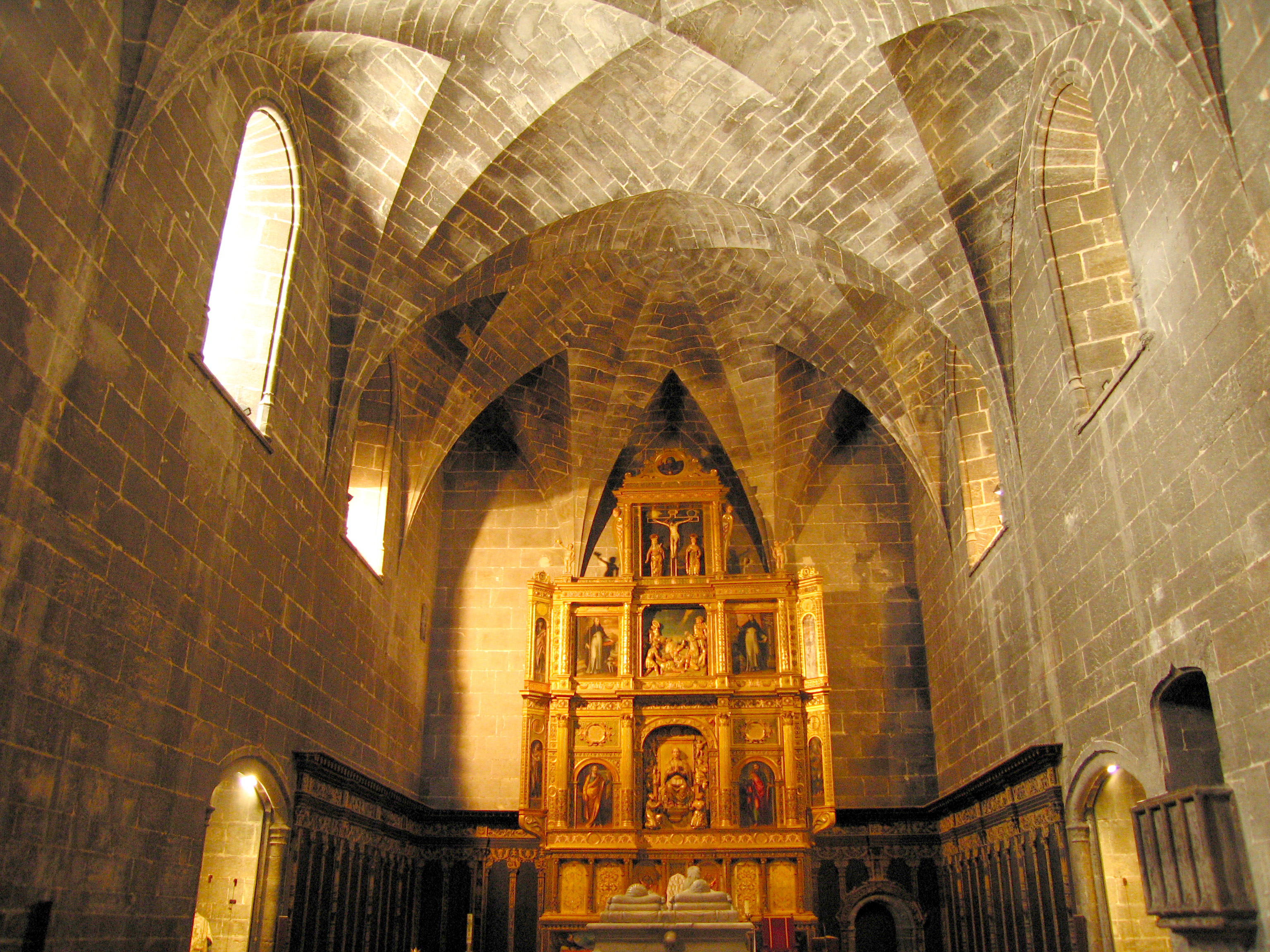
Capella dels Reis del Convent de Sant Doménec
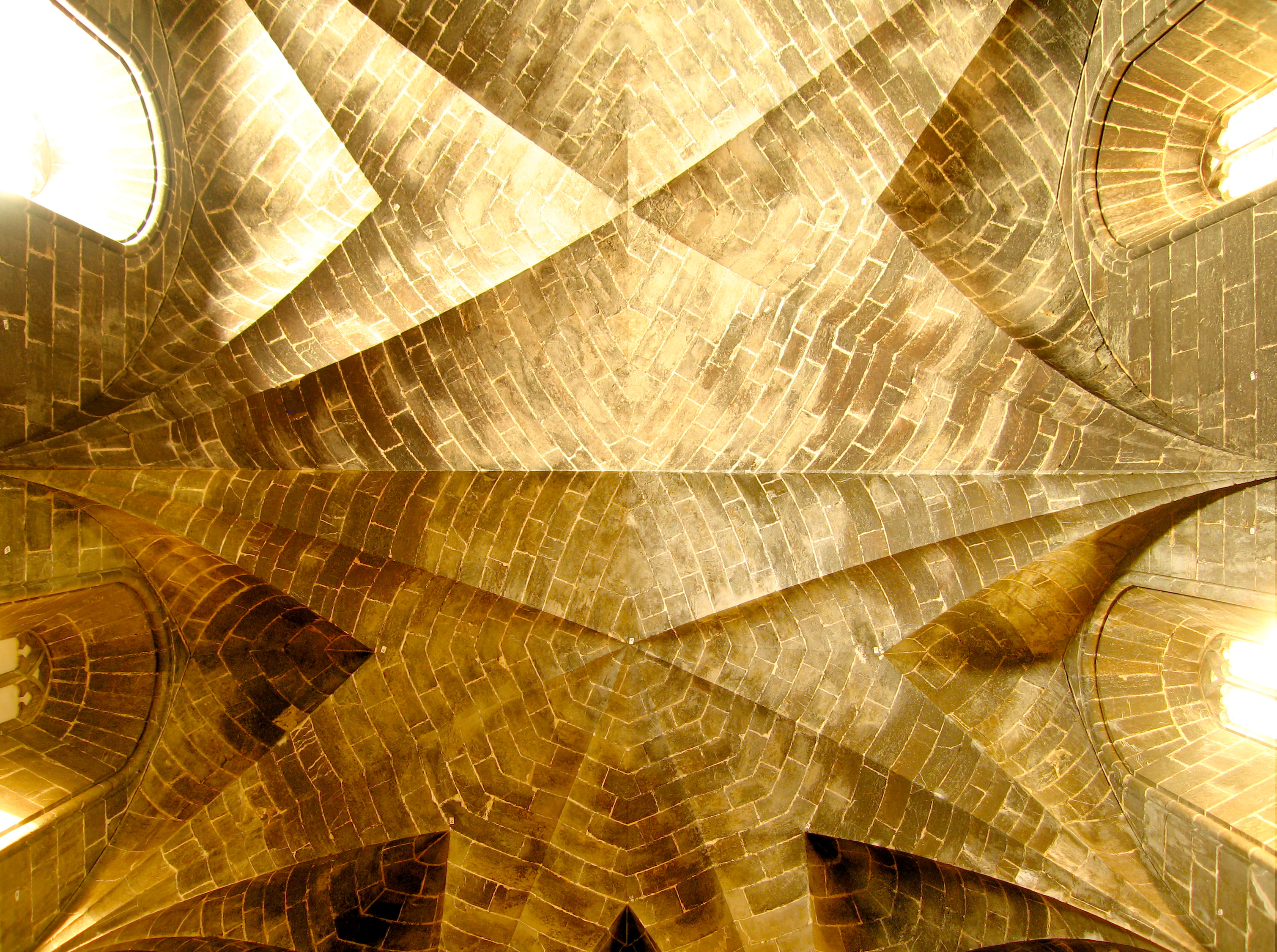
Detall de la volta estrellada sense nervadures de la Capella dels Reis